# Metanet Software
Metanet Software ist ein unabhängiges kanadisches Entwicklerteam mit Sitz in Toronto, das 2001 von Mare Sheppard und Raigan Burns gegründet wurde.
Ihr bisher einziges Spiel ist das 2004 erschienene Jump ’n’ Run N, welches unter anderem 2005 den Publikumspreis des Independent Games Festival und 2006 den Publikumspreis der Slamdance Guerilla Gamemaker Competition erhalten hat und sich derweil in Version 2.0 befindet. Zurzeit arbeiten sie sowohl an einem neuen Spiel mit dem Codenamen Robotology, welches aber definitiv kein Nachfolger von N ist, als auch an einer neuen Version von N, in der weitere Verbesserungen geplant sind.
Robotology solle sich besonders durch das Vorkommen von Seilen und die physikalisch realistischen Effekte auszeichnen, wie Metanet im Zuge eines Interviews des Magazins PC Gamer verkündete.
Metanet gab bekannt, dass sie in Zukunft abwechselnd Free- und Shareware veröffentlichen werden.